# Verfassungsgerichtshof (Italien)

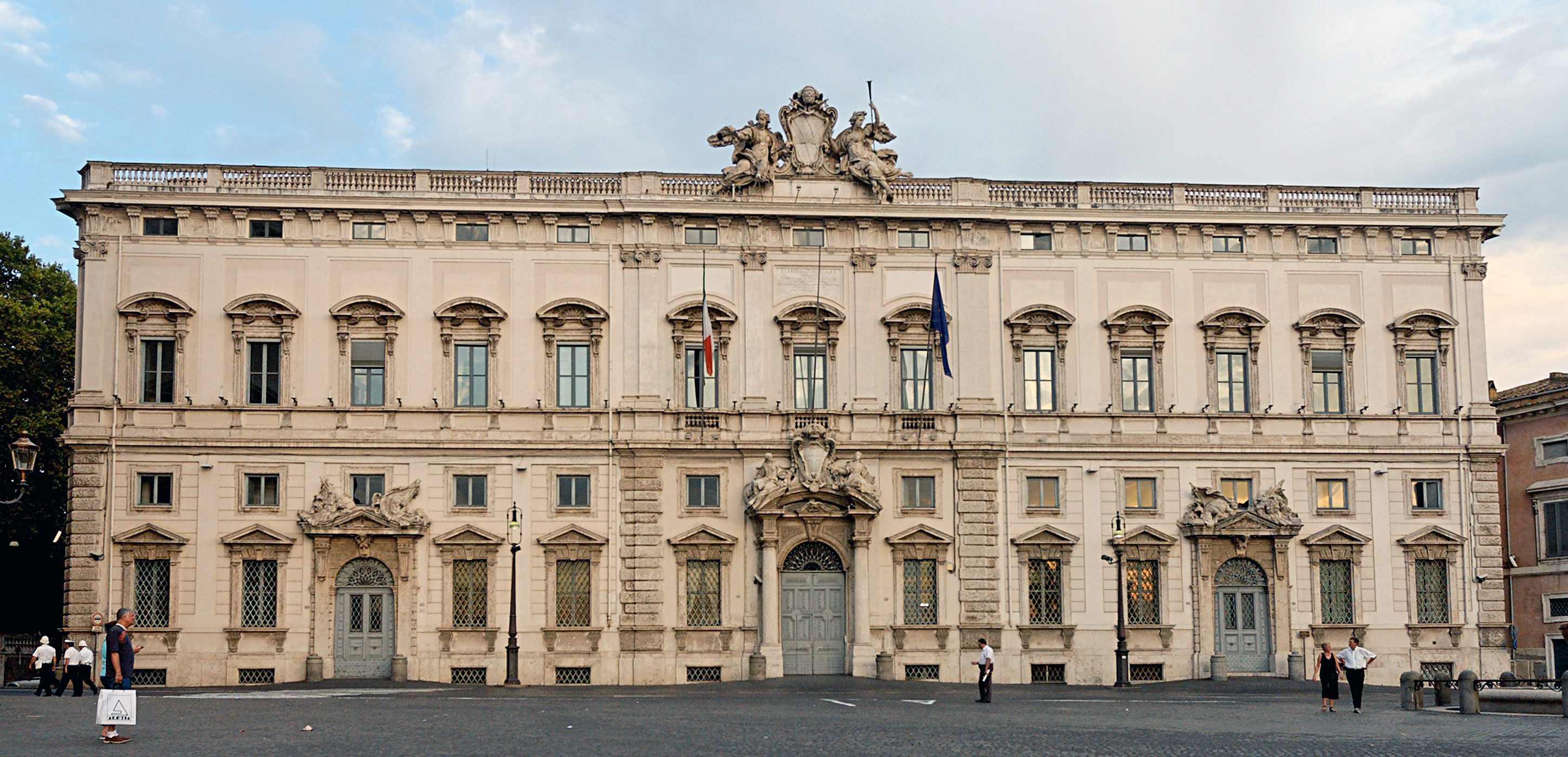
Palazzo della Consulta, Sitz des italienischen Verfassungsgerichts

Der Corte costituzionale (deutsch: Verfassungsgerichtshof) ist die einzige Institution der Verfassungsgerichtsbarkeit Italiens und hat umfassende Rechtsprechungsbefugnisse im Bereich des Staatsorganisations- und Verfassungsrecht, so z. B. den Auftrag zur Streitschlichtung zwischen öffentlichen Organen sowie die Befugnis zur Normenkontrolle.
Er hat seinen Sitz im Palazzo della Consulta auf dem Quirinal in Rom. Nach seinem Dienstsitz wird das Verfassungsgericht inoffiziell als Consulta bezeichnet.

## Zuständigkeiten
Der Verfassungsgerichtshof ist ein unabhängiges Verfassungsorgan innerhalb der Judikative. Er gehört nicht zur ordentlichen Gerichtsbarkeit, deren oberstes Gericht der Corte Suprema di Cassazione (Kassationsgericht) ist. Die Bestimmungen auf Verfassungsebene, welche Zuständigkeit, Zusammensetzung und Arbeitsweise des Verfassungsgerichtshofs regeln, finden sich in den Artikeln 134 bis 137 (unter dem Titel Verfassungsgarantien) der Verfassung sowie in speziellen Verfassungsgesetzen, wie z. B. dem Verfassungsgesetz 1/1953 oder 2/1967.
Gemäß Artikel 134 der Verfassung entscheidet der Gerichtshof über:
- die Vereinbarkeit von Gesetzen und Akten mit Gesetzeskraft des Staates und der Regionen mit der Verfassung (sog. direkter oder indirekter Rekurs, ricorso diretto o indiretto)
- Streitigkeiten zwischen Staatsgewalten oder dem Staat und Regionen sowie zwischen Regionen (oder autonomen Provinzen)
- die Anklage gegen den Präsidenten der Republik
- die Zulässigkeit eines abschaffenden Referendums (referendum abrogativo).

Ein Rechtsbehelf gegen die Entscheidungen des Verfassungsgerichts ist nicht gegeben.
Es sei zu beachten, dass alle Fälle, in denen von „Region“ (eine mittlere Verwaltungsstufe in Italien) gesprochen wird, ebenfalls die Autonomen Provinzen Trient und Bozen (Südtirol), welche eine verfassungsrechtlich einzigartige und privilegierte Stellung besitzen und den Regionen weitgehend gleichgestellt sind (obwohl sie selbst Teil einer Region sind), gemeint sind (näheres hierzu unter Autonomie Südtirols).

### Verfassungsrekurs
Dem Verfassungsgerichtshof obliegt es, aufgrund einer direkten oder indirekten Verfassungsbeschwerde über die Vereinbarkeit von Gesetzen von Staat und Regionen sowie von Akten mit Gesetzeskraft ("Gesetzesdekret" bzw. "Gesetzesvertretendes Dekret", decreto legge bzw. decreto legislativo) mit der Verfassung zu entscheiden.
Eine direkte Verfassungsbeschwerde, welche Ausdruck der abstrakten Normenkontrolle (also Normenkontrolle ohne konkreten Anlass) ist, kann erhoben werden:
- vom Staat (gegen ein Regionalgesetz oder ein Regionalstatut oder das Gesetz einer autonomen Provinz)
- von einer Region bzw. einer autonomen Provinz (gegen Gesetzesakten vom Staat, einer anderen Region, einer autonomen Provinz)
- von einer Sprachgruppe innerhalb des Regionalrates Trentino-Südtirol bzw. des Südtiroler Landtags

Eine indirekte Verfassungsbeschwerde als konkrete Normenkontrolle (konkret im Sinne, dass sie durch einen bestimmten Einzelfall verursacht wird) geschieht durch eine Gerichtsbehörde mit Entscheidungsgewalt (also z. B. nicht durch den Staatsanwalt, welcher in Italien Teil der unabhängigen Gerichtsbarkeit ist). Sie kann nur während eines vor einem Gericht anhängigen Verfahrens erhoben werden. Daraus ergibt sich, im Unterschied z. B. zur Bundesrepublik Deutschland, dessen Bundesverfassungsgericht direkt angerufen werden kann, eine Einschränkung für die Bürger. Die Gesetzesbestimmung, deren Verfassungsmäßigkeit in Frage gestellt wird, muss für die Entscheidung des Ausgangsverfahrens relevant sein, d. h., es darf nicht lediglich die Frage der Verfassungsmäßigkeit irgendwelcher Gesetzesbestimmungen aufgeworfen werden. Zusammenfassend hat der Richter a quo mittels eines Beschlusses zu entscheiden, ob die Frage dem Verfassungsgerichtshof vorgelegt werden soll; er befindet darüber, ob die Frage "nicht offensichtlich unbegründet" ist und ob die Lösung der Frage prozessrelevant ist.
Im Falle einer negativen Bewertung durch den Richter a quo kann die Frage jedoch in jedem weiteren Verfahren und in jeder Instanz neu aufgeworfen werden.
Erklärt es die angefochtenen Bestimmungen für verfassungswidrig, wird das Urteil im Amtsblatt (Gazetta ufficiale) bzw. im Amtsblatt der Regionen (bollettino regionale) bzw. dem der Autonomen Provinzen (bollettino provinciale) veröffentlicht. Am Tag nach der Veröffentlichung verlieren die Normen rückwirkend ihre Wirksamkeit, dürfen also weder auf zukünftige noch vergangene Sachverhalte angewandt werden.
Im Laufe der Tätigkeit des Gerichtes hat dieses im Sinne einer flexibleren Rechtsprechung erkannt, dass es nötig ist, abseits von "Ja oder Nein"-Entscheidung weitere Urteilstypen zu entwickeln: einerseits können damit befriedigendere Ergebnisse erzielt werden, andererseits soll vermieden werden, durch die Erklärung der Verfassungswidrigkeit in tiefgreifenden Maße in die Legislative einzugreifen; dies soll möglichst vermieden werden.
- Auslegendes Abweisungsurteil: Die Verfassungsbeschwerde wird abgewiesen, vom Gerichtshof wird eine andere, nicht verfassungswidrige Interpretation festgelegt.
- Auslegendes Annahmeurteil: Die Verfassungsbeschwerde wird in dem Sinne angenommen, als dass eine nicht verfassungskonforme Interpretation einer Gesetzesbestimmung aufgehoben wird.
- Ermahnende Urteile: Ist die Erklärung der Verfassungswidrigkeit nicht dringlich, kann der Verfassungsgerichtshof den Gesetzgeber auffordern, verfassungswidrige Bestimmungen abzuändern oder aufzuheben.
- Teilentscheidende Urteile: Lässt sich eine Norm auf verschiedene Art interpretieren oder enthält sie mehrere Begriffe, von denen ein Teil verfassungswidrig ist, wird entweder die Interpretation oder der Begriff, welcher nicht verfassungskonform ist, aufgehoben.
- Ergänzende Urteile: Privilegien für einen Personenkreis, welches ob ihres Verstoßes gegen den Gleichheitsgrundsatz verfassungswidrig sind, werden auf den fälschlicherweise nicht privilegierten Personenkreis ausgedehnt.
- Manipulierende Urteile: Die angefochtene Rechtsnorm wird für verfassungswidrig erklärt; der Richter a quo wird angewiesen, eine andere Norm auf den Sachverhalt anzuwenden.

### Befugniskonflikt
Der Verfassungsgerichtshof entscheidet bei Zuständigkeitsstreitigkeiten zwischen Staatsorganen. Entweder sind dies Streitigkeiten zwischen Verfassungsorganen, zwischen dem Staat (als zentrale Gebietskörperschaft) und den Regionen (als lokale Gebietskörperschaften) und zwischen verschiedenen Regionen. In der Rechtsordnung der Bundesrepublik Deutschland ist dies in etwa mit dem Organstreit vergleichbar.
Ein Befugniskonflikt entsteht, wenn eines der genannten Organe die garantierten Befugnisse eines anderen Organs an sich zieht (wirklicher Konflikt) oder dies versucht (virtueller Konflikt). Dies sind Fälle eines "positiven Befugniskonfliktes", der dadurch gekennzeichnet ist, dass sich verschiedene Organe als zuständig erklären. Umgekehrt können sich Organe auch als "nicht zuständig" erklären (negativer Konflikt). In allen Fällen obliegt dem Verfassungsgerichtshof die Entscheidung, wem die Befugnis zusteht und wem sie eben nicht zusteht.
Es sei zu beachten, dass Gegenstand eines Befugniskonfliktes lediglich Bestimmungen sind, welche in der Normenhierarchie unter dem Gesetz zu finden sind, also Verwaltungsmaßnahmen, Regierungsakte oder politische Akte. Ein Gesetz, welches nach Meinung eines anderen Organes die Verfassung verletzt, stellt also nicht eine Überschreitung der Befugnisse des Parlamentes dar, sondern muss im Wege einer direkten Verfassungsbeschwerde angefochten werden.

### Anklage gegen den Präsidenten der Republik
Der Präsident der Republik ist für die in Ausübung seines Mandates begangenen Äußerungen nicht verantwortlich; lediglich in den Fällen des Hochverrates sowie des Anschlages auf die Verfassung kann er vom gemeinsam versammelten Parlament unter Anklage gestellt werden (vgl. Art. 90 Verf.).
In diesem Falle entscheidet das Verfassungsgericht über die Vorwürfe. In diesem Falle werden die ordentlichen Richter durch sechzehn Mitglieder ergänzt, welche aus einem Verzeichnis ausgelost werden, welches vom Parlament alle neun Jahre erstellt wird. Die im Verzeichnis enthaltenen Bürger müssen über das passive Wahlrecht zum Senat verfügen (vgl. Art. 135 Abs. 7 Verf.).
Die Anklageerhebung gegen den Präsidenten ist in der Rechtslehre umstritten. Die Verfassung der Republik sieht in Art. 25 Abs. 2 vor, dass niemand bestraft werden dürfe, außer durch ein Gesetz, welches vor der Ausführung der Tat in Kraft getreten ist (nulla poena sine lege). Die in Art. 90 Abs. 1 genannten Straftaten "Hochverrat" und "Anschlag auf die Verfassung" sind nicht in dem Maße klar definiert, als dass sie als ordentliche Strafbestimmung gelten würden. Es wird angenommen, dass es sich um eine zulässige Abweichung von oben genanntem Prinzip handelt. Die Straftatbestände gelten jedenfalls als verschieden von jeder anderen straf- oder militärrechtlichen Bestimmung.
Da es bis dato noch zu keinem Anklageverfahren gegenüber einem Präsidenten der Republik gekommen ist, wurde die Anwendung dieser Bestimmung noch nie nötig.
Bis 1989 war der Verfassungsgerichtshof überdies auch für die Anklageverfahren gegenüber Ministern zuständig. Durch das Verfassungsgesetz 1/1989 wurde die diesbezügliche Bestimmung ersatzlos gestrichen.

### Zulässigkeit des abschaffenden Referendums
In Italien gibt es diverse Instrumente zur direkten Beteiligung der Wahlberechtigten an der Gesetzgebung. Eines dieser Instrumente, das sogenannte "abschaffende Referendum", wird ausgeschrieben, wenn dies 500.000 Wahlberechtigte oder fünf Regionalparlamente (sog. Regionalräte, consigli regionali) verlangen, und kann zu einer teilweise oder gänzlichen Aufhebung von Gesetzen führen (vgl. Art. 75 Verf.).
Dem Kassationsgerichtshof obliegt die Entscheidung über die Rechtmäßigkeit des Referendums (Unterschriften, Fristen, Gegenstand des Referendums u. ä.). Hat er es für rechtmäßig erklärt, obliegt es dem Verfassungsgerichtshof, über die Zulässigkeit desselben zu entscheiden. Diese ist nicht gegeben, falls:
- die in Art. 75 Abs. 2 aufgeführten, als sensibel erachteten Materien Gegenstand sind oder implizite Schranken der Verfassungsordnung (bspw. die Grundrechte) verletzt würden
- die Fragestellung unklar formuliert ist
- eine Vielzahl von unterschiedlichen Themen Gegenstand ist oder durch die Aufhebung widersprüchliche Ergebnisse zu erwarten sind.

## Zusammensetzung

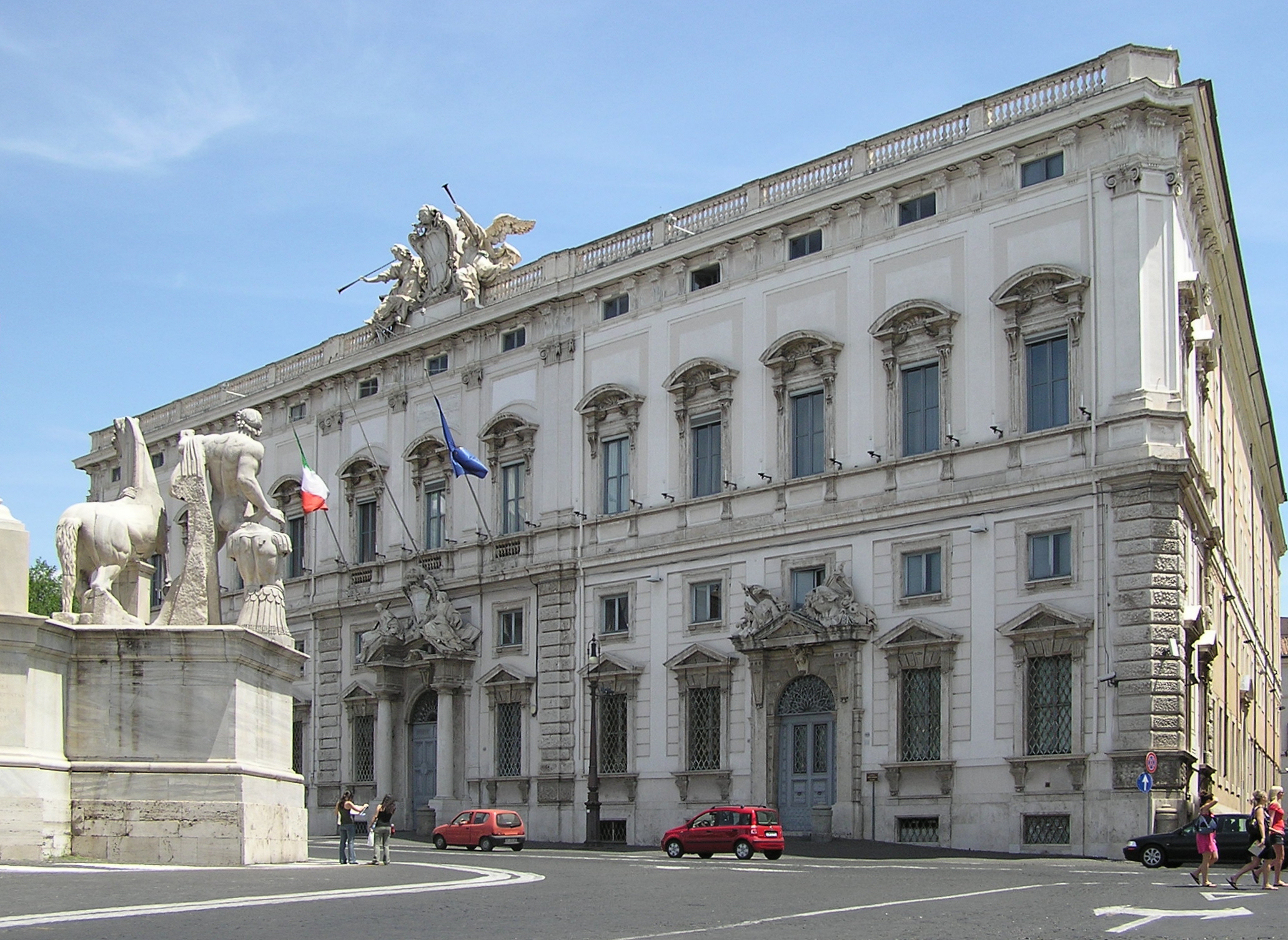
Weitere Ansicht, links der Dioskurenbrunnen

Es besteht aus 15 Richtern. Ein Drittel der Richter wird vom Staatspräsidenten ernannt, ein weiteres Drittel vom Parlament gewählt. Die übrigen fünf Mitglieder werden durch die obersten Gerichte gewählt, unter den amtierenden oder bereits in den Ruhestand getretenen Richtern der obersten ordentlichen und Verwaltungsgerichte, unter ordentlichen Professoren für Recht und unter Rechtsanwälten mit mindestens zwanzigjähriger Berufserfahrung. Die Amtsdauer beträgt neun Jahre. Es ist keine weitere Amtszeit möglich. Der Gerichtspräsident wird in geheimer Wahl von den Mitgliedern aus ihrer Mitte gewählt. Der Vizepräsident wird vom Gerichtspräsidenten ernannt.
An der Spitze der Verwaltung des Verfassungsgerichts steht ein Generalsekretär. Insgesamt hat es rund 350 Mitarbeiter.

## Geschichte
Das Verfassungsgericht wurde auf der Grundlage der Verfassung von 1948 nach einigen Verzögerungen erst 1955 im Palazzo della Consulta eingerichtet. Seine Rechtsprechungstätigkeit nahm es 1956 auf. 1967 wurde die Amtszeit der Verfassungsrichter von zwölf auf neun Jahre verringert.